# Mitchell-Karte

Mitchell-Karte

Mitchell-Karte ist die übliche Bezeichnung einer Karte, die von John Mitchell (1711–1768) angefertigt wurde, und deren verschiedene Nachdrucke im späten 18. Jahrhundert. 
Die Mitchell-Karte wurde als primäre Kartenquelle bei den Verhandlungen für den Vertrag von Paris (1783) verwendet, um die Grenze der gerade unabhängig gewordenen Vereinigten Staaten zu bestimmen. Die Karte ist wichtig bis zum heutigen Tag, um Dispute über die Grenze zwischen den Vereinigten Staaten und Kanada zu lösen. Es handelt sich dabei um die umfassendste Kartendarstellung des östlichen Nordamerikas, die während der Kolonialzeit angefertigt wurde. Die Breite der Karte beträgt etwa 2 Meter, die Höhe ist etwa 1,40 Meter.

## Entstehen der Karte
John Mitchell war kein professioneller Kartograph. Er wurde 1711 in einer gutsituierten Familie in Virginia geboren und studierte Medizin in Schottland. Wie andere Ärzte, die in der damaligen Zeit in Schottland ausgebildet wurden, begann er sich für Naturwissenschaften und Botanik zu interessieren. Seine Neugier auf die Kartographie begann während einer Reise nach England im Jahre 1746. Damals wuchs der Konflikt zwischen der britischen und französischen Kolonialpolitik, was kurz darauf während des Franzosen- und Indianerkriegs zu einem gewalttätigen Konflikt wurde. Nach seiner Reise nach England begann Mitchell, die französische Gefahr für die britischen Kolonien in Amerika publik zu machen. Er entschied sich, eine Landkarte zu erstellen, welche die Gefahr zeigte, speziell die Weise, in welcher die Franzosen die britischen Kolonien „umzingelten“. Zusätzlich wollte er das französische Vordringen auf britisches Territorium, wie es im Frieden von Utrecht 1713 festgelegt worden war, in Form einer Karte darstellen.

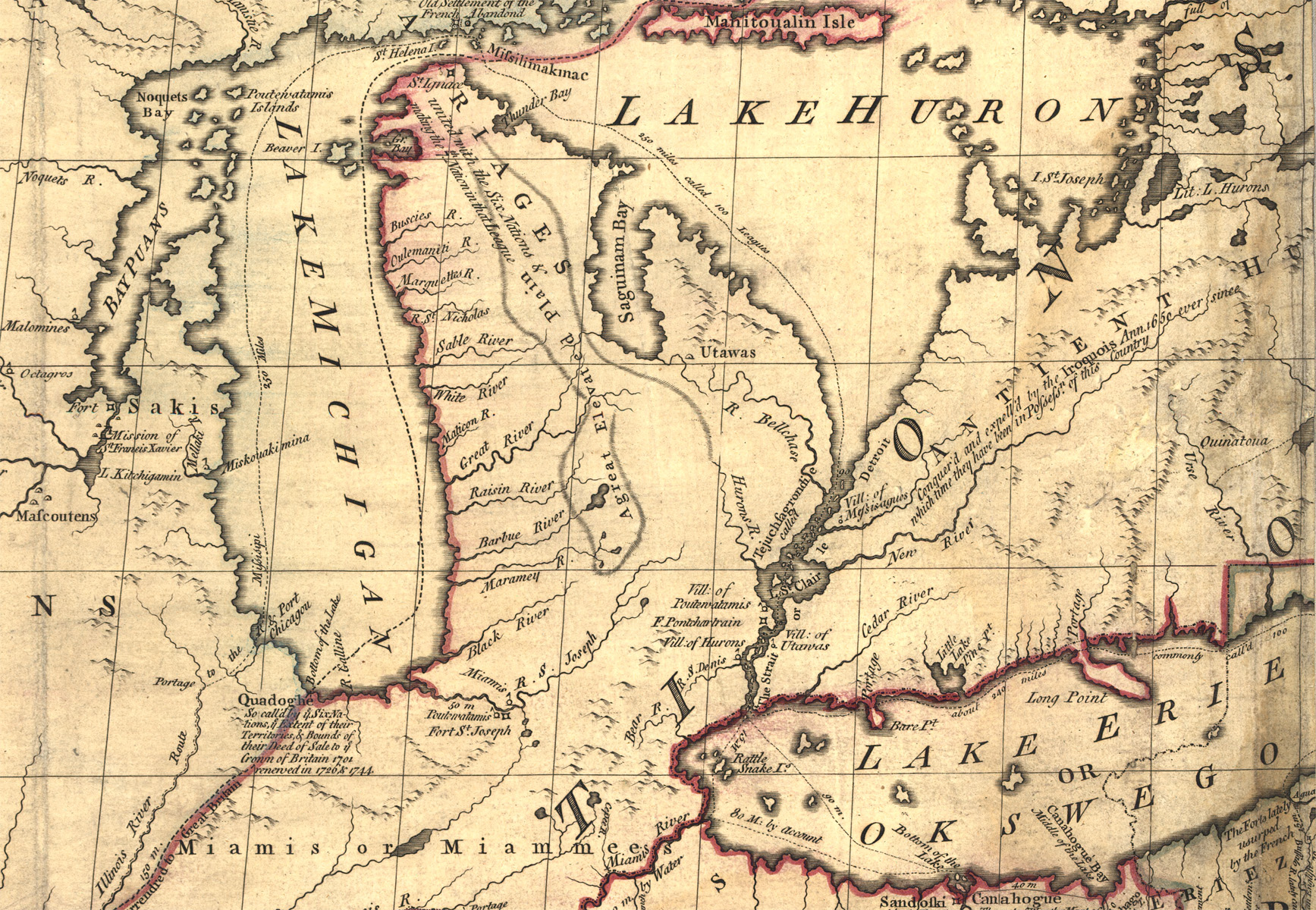
Kartenausschnitt

Ein erster Entwurf der Karte wurde 1750 angefertigt. Es handelte sich dabei nur um einen Rohentwurf, der jedoch den Ausschuss Board of Trade and Plantations auf Mitchell aufmerksam werden ließ und ihn dann beauftragte, eine neue Karte anzufertigen. Unter dieser Voraussetzung hatte Mitchell Zugang zu der nichtöffentlichen Sammlung von Karten und Berichten, über die der Ausschuss verfügte. Außerdem wies der Ausschuss die Gouverneure in den Kolonien an, Mitchell detaillierte Karten und Informationen über die Grenzen zu gewähren.
Mitchells neue Karte wurde 1755 durch den Londoner Verleger Andrew Millar (1705–1768) herausgegeben. Ein Jahr später brach zwischen Briten und Franzosen der Siebenjährige Krieg aus, der in den Kolonien als Franzosen- und Indianerkrieg bekannt wurde.
Die erste Ausgabe der Mitchell-Karte, urheberrechtlich geschützt am 13. Februar 1755, war mit dem Titel A Map of the British and French Dominions in North America … (deutsch: Eine Karte der britischen und französischen Besitzrechte in Nordamerika …) überschrieben. Eine zweite Ausgabe wurde schnell nachgedruckt, wahrscheinlich 1757. Diese beinhaltete auch zwei größere Blöcke mit Text, in welchen die Quellen für die Daten und die Art und Weise, wie sie für die Karte aufbereitet wurden, beschrieben waren.

## Die Karte
Obwohl die Mitchell-Karte während der zweiten Hälfte des 18. Jahrhunderts mehrere Neuausgaben durchlief, waren die Bearbeitungen und Änderungen meist geringere Änderungen oder hinzugefügte Informationsboxen. Der Großteil der Karte blieb durch die verschiedenen Nachdrucke unverändert, obwohl verschiedene Drucke teils unterschiedlich handkoloriert waren. Bei all diesen Ausgaben und Nachdrucken wird aber stets von „the Mitchell Map“ ausgegangen.
Viele andere Kartographen, die im späten 18. Jahrhundert Karten von Nordamerika anfertigten, benutzten die Mitchell-Karte als eine Quelle und manche von ihnen kopierten sie weitgehend. Deswegen wiederholen sich einige Fehler Mitchells auf den meisten Karten jener Zeit.
Die Karte ist freigiebig mit Textbeschreibungen versehen, durch die verschiedene Objekte auf der Karte erläutert werden, vor allem in damals weniger bekannten Regionen oder politisch umstrittenen Gebieten. Viele der Anmerkungen beschreiben auch die Naturressourcen und die Möglichkeiten der Niederlassung von Siedlern. Andere beschreiben die Indianer Nordamerikas. Viele indianische Siedlungen sind eingezeichnet, auch die wichtigsten Pfade.
Weil es Mitchells Hauptziel war, die von den Franzosen ausgehende Gefahr für die britischen Kolonien zu verdeutlichen, ist die Karte sehr stark pro-britisch geprägt, speziell in Hinsicht auf die Irokesen. Die Karte stellt heraus, dass die Irokesen nicht nur Verbündete der Briten waren, sondern britische Untertanen und deswegen das ganze Stammesgebiet der Irokesen britisches Territorium sei. Große Teile des Kontinents werden deswegen als britisch bezeichnet, weil die Irokesen Siedlungsgebiete verschiedener anderer Stämme erobert hatten. Französische Aktivitäten auf dem Land, das von den Irokesen beansprucht wurde, werden auf der Karte als illegal dargestellt.

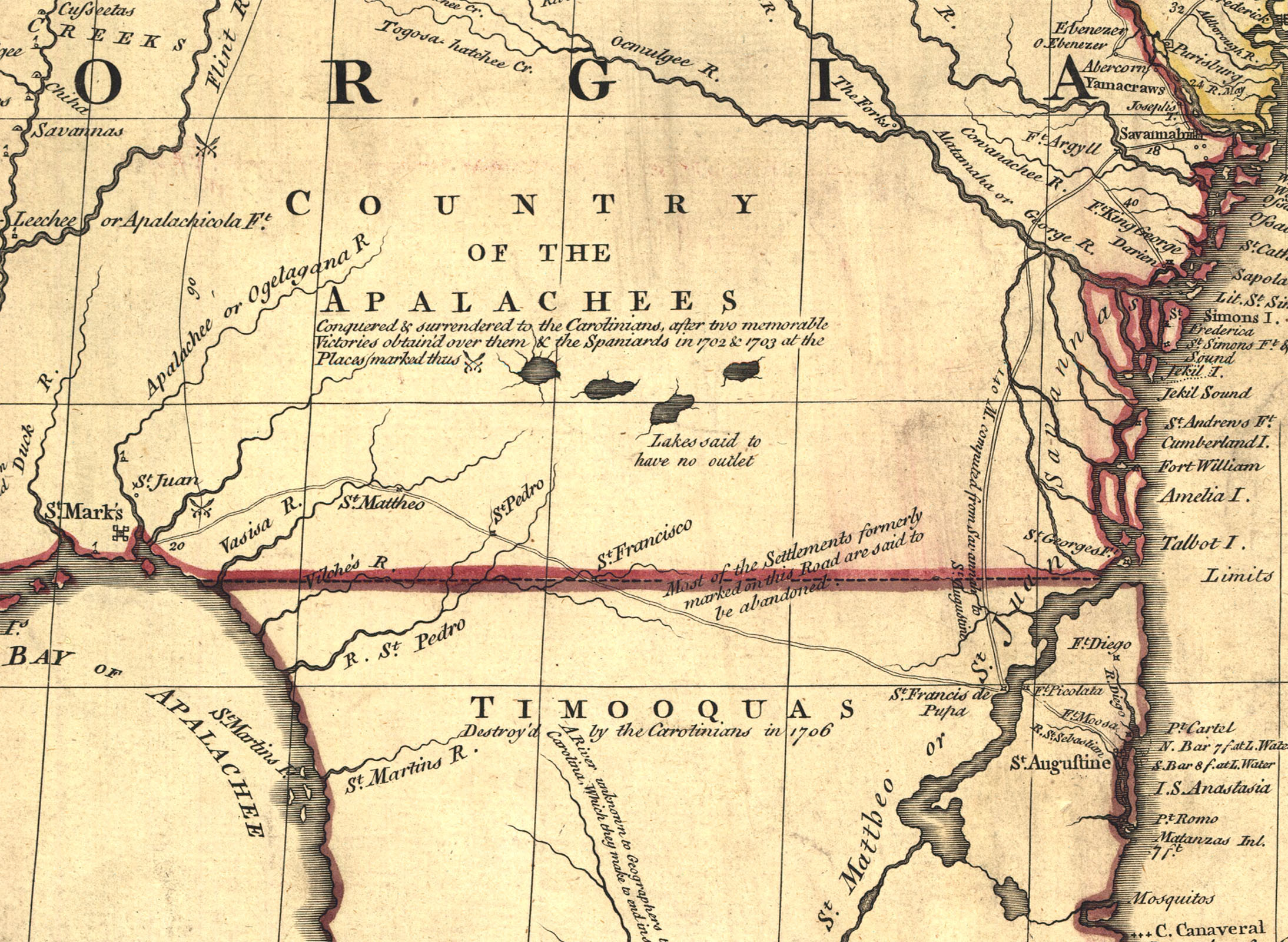
Kartenausschnitt

In den Fällen, in denen die herrschaftlichen Ansprüche der Briten und Franzosen strittig waren, nahm Mitchell stets den britischen Standpunkt ein. Von daher wirken viele seiner Anmerkungen und die eingezeichneten Grenzen aus heutiger Sicht wie politische Propaganda. Manche der Behauptungen erscheinen geradezu als fehlerhaft.
Die Karte ist sehr groß und die Anmerkungen teilweise ziemlich klein, eine Ansicht online ist deswegen schwierig. Verkleinerte Versionen lassen die Anmerkungen unleserlich erscheinen. Die nachfolgende Liste gibt einige Beispiele der Anmerkungen wieder, die auf der Karte vermerkt sind, wobei Mitchells Schreibweise beibehalten wurde:
- Region zwischen der Mitte des heutigen Tennessee und Kentucky (zwischen Tennessee River und Cumberland River): „A Fine Level Fertile Country of great Extent, by Accounts of the Indians and our People“

- Im Gebiet zwischen dem Mississippi River und dem Tennessee River: „This Country of the Cherokees which extends Westward to the Mississippi and Northward to the Confines of the Six Nations was formally surrendered to the Crown of Britain at Westminster 1729“

- Great Plains: „The Nadouessoians are reckoned one of the most Populous Nations of Indians in North America, altho' the number and situation of their Villages are not known nor laid down.“

- Entlang der Küste des Golfes von Mexiko, heutiges Texas: „Wandering Savage Indians“

- südwestlich der Hudson Bay: „The long and Barbarous Names lately given to some of these Northern Parts of Canada and the Lakes we have not inserted, as they are of no use, and uncertain Authority.“

- nördlich des Lake Huron:  „MESSESAGUES - Subdued by the Iroquois and now united with them making the 8th Nation in that League.“ (bezieht sich auf das Volk der Mississaugas)

- Missouri River: „Missouri River is reckoned to run Westward to the Mountains of New Mexico, as far as the Ohio does Eastward“

- heutiges Iowa: „Extensive Meadows full of Buffaloes“

- Sandusky, Ohio: „Sandoski - Canahogue - The seat of War, the Mart of Trade, & chief Hunting Grounds of the Six Nations, on the Lakes & the Ohio.“

- Pennsylvania, nördlich des heutigen Harrisburg, Pennsylvania: „St. Anthony's Wilderness“

- Illinois-Gebiet: „The Antient Eriez were extirpated by the Iroquois upwards of 100 years ago, ever since which time they have been in Possession of L. Erie“ (bezieht sich auf das Volk der Erie)

- entlang des Illinois River und hin zum Südende des Lake Michigan: „Western Bounds of the Six Nations sold and Surrendered to Great Britain“

- Illinois-Gebiet: „The Six Nations have extended their Territories to the River Illinois, ever since the Year 1672, when they subdued, and were incorporated with, the Antient Chaouanons, the Native Proprietors of these Countries, and the River Ohio. Besides which they likewise claim a Right of Conquest over the Illinois, and all the Mississippi as far as they extend. This is confirmed by their own Claims and Possessions in 1742, which include all the Bounds here laid down, and none have ever thought fit to dispute them.“ (bezieht sich auf das Volk der Illinois)

- direkt unterhalb der vorherigen Anmerkung: „The Ohio Indians are a mixt Tribe of the Several Indians of our Colonies, settled here under the Six Nations, who have always been in Alliance and Subjection to the English. The most numerous of them are the Delaware and Shawnoes, who are Natives of Delaware River. Those about Philadelphia were called Sauwanoos whom we now call Shawanoes, or Shawnoes. The Mohickans and Minquaas were the Antient Inhabitants of Susquehanna R.“ (bezieht sich auf die Völker der Lenni Lenape, Shawnee und Susquehannock)

- im Südosten des Missouri-Gebietes: „Mines of Marameg, which gave rise to the famous Mississippi Scheme 1719.“

- Nord-Florida: „TIMOOQUA - Destroy'd by the Carolinians in 1706“ (bezieht sich auf das Volk der Timucua)

- Süd-Georgia: „COUNTRY OF THE APALACHEES - Conquered & surrendered to the Carolinians, after two memorable Victories obtain'd over them & the Spaniards in 1702 & 1703 at the Places marked thus [crossed-swords]“ (bezieht sich auf das Volk der Apalachee)

- Alabama-Gebiet: „The English have Factories & Settlements in all the Towns of the Creek Indians of any note, except Alabamas; which was usurped by the French in 1715 but established by the English 28 years before.“ (bezieht sich auf das Volk der Muskogee)

- Yazoo River: „River of the Yasous - The Indians on this River were in Alliance with the English, for which they have been destroyed by the French“ (bezieht sich auf das Yazoo-Volk)

Viele geographische Objekte waren mit Namen versehen, die nicht mehr benutzt oder falsch geschrieben waren, beispielsweise:
- New River: „Gr. Conhaway called Wood R. or New R.“

- Kentucky River: „Cuttawa or Catawba R.“

- Clinch River: „Pelisipi River“ (ein Zufluss ist „Clinch’s R.“ benannt)

- Tennessee River: „River of the Cherokees or Hogohegee R.“ und weiter flussaufwärts „River Hogohegee or Callamaco“

- French Broad River: „Agiqua R.“

- Little Tennessee River: „Tannassee or Satico R.“

- Hiwassee River: „Euphasee“

- Ohio River: „Ohio or Splawacipiki R.“

- Altamaha River: „Alatamaha or George R.“

Die Karte zeigte auch nichtexistierende Objekte, wie etwa die Inseln Phelipeaux und Pontchartrain im Oberen See.

## Verwendung für den Vertrag von Paris
Einige Exemplare der Mitchell-Karte wurden während der Verhandlungen für den Vertrag von Paris (1783) verwendet. Die wertvollsten Kartenexemplare sind jene, auf denen die mit dem Vertrag festgelegten Grenzen mit roten Linien markiert sind. Es sind nur drei Exemplare davon bekannt.

## Ausgaben
Die Karte wurde in insgesamt vier Ausgaben mit teilweise mehreren Auflagen veröffentlicht:
- 1. Ausgabe, 1. Auflage: 1755
- 1. Ausgabe, 2. Auflage: 1755
- 1. Ausgabe, 3. Auflage: 1755
- 2. Ausgabe: 1755–1757
- 3. Ausgabe, 1. Auflage: 1773–1775
- 3. Ausgabe, 2. Auflage: 1773–1775
- 3. Ausgabe, 3. Auflage: 1773–1775
- 4. Ausgabe: 1775